# Засс, Леннарт
Леннарт Засс (нем. Lennart Sass; род. 15 января 2000 года, Киль, Германия) — немецкий парадзюдоист. Бронзовый призёр летних Паралимпийских игр 2024 года в Париже.

## Биография
Завоевал серебряную медаль чемпионата мира по паралимпийскому дзюдо 2022 года в Баку в весовой категории до 73 кг (класс J1), уступив в финале казахстанцу Ергали Шамею.
6 сентября 2024 года принял участие на летних Паралимпийских играх 2024 в Париже в весовой категории до 73 кг (класс J1). В четвертьфинале победил португальского дзюдоиста Джибрило Иафа, в полуфинале проиграл казахстанцу Ергали Шамею. В матче за «бронзу» победил узбекского спортсмена Шохруха Мамедова и завоевал бронзовую медаль Паралимпиады-2024.

## Спортивные результаты
| Год  | Турнир                          | Место проведения | Категория    | Место |
| ---- | ------------------------------- | ---------------- | ------------ | ----- |
| 2022 | Чемпионат Европы                | Кальяри          | до 73 кг, J1 | 2     |
| 2022 | Чемпионат мира                  | Баку             | до 73 кг, J1 | 2     |
| 2023 | Чемпионат Европы                | Роттердам        | до 73 кг, J1 | 2     |
| 2024 | Летние Паралимпийские игры 2024 | Париж            | до 73 кг, J1 | 3     |